# روبرت ك. هنتر
روبرت ك. هنتر (بالإنجليزية: Robert C. Hunter)‏ هو محامي وقاضي وسياسي أمريكي، ولد في 14 يناير 1944. انتخب عضو مجلس نواب كارولينا الشمالية.